# Plaza Alta (Badajoz)

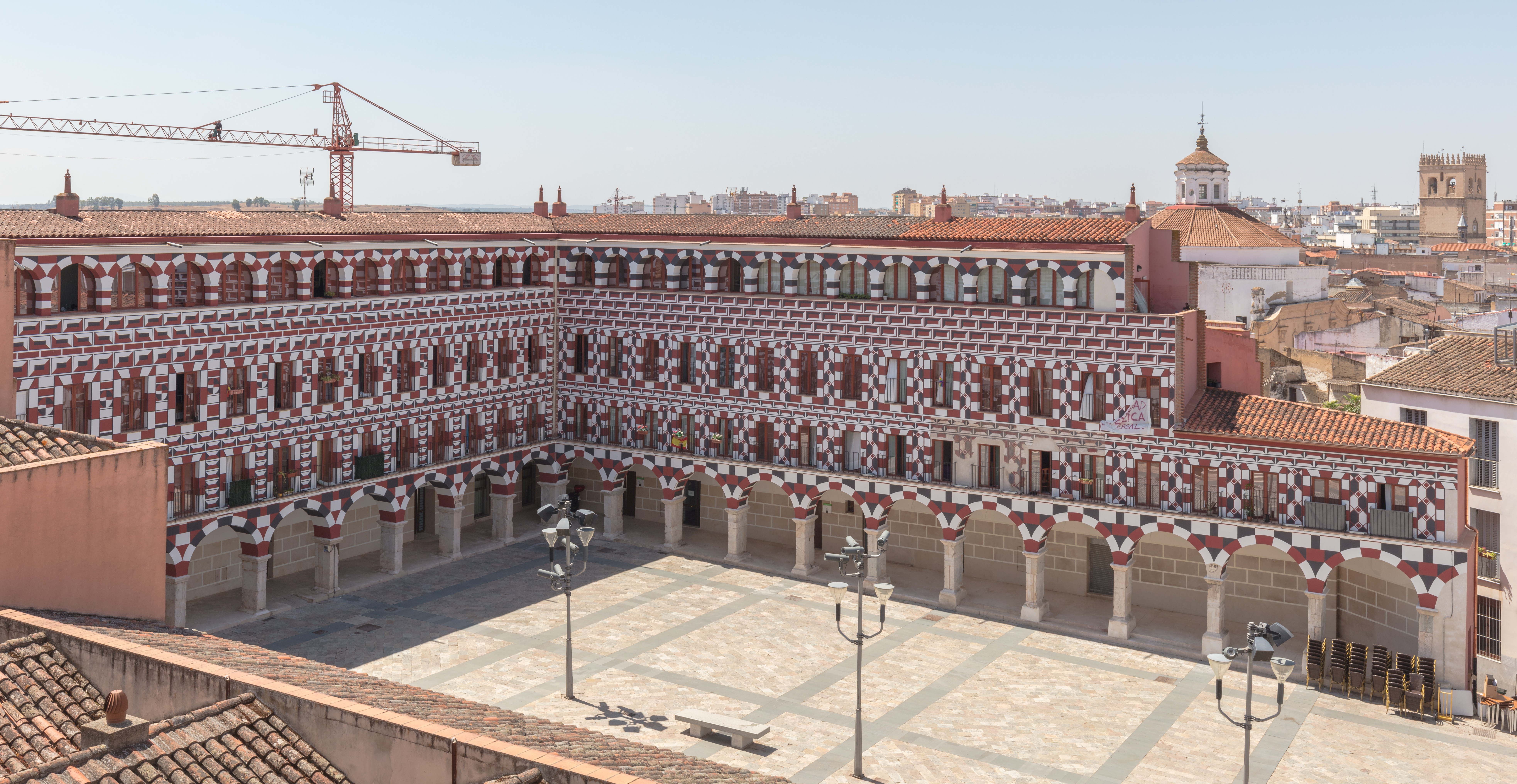
Plaza Alta de Badajoz también conocida como de Marín de Rodezno, antiguo Zoco musulmán de Badajoz.

La Plaza Alta de Badajoz (España), recientemente rehabilitada, fue durante varios siglos el centro de la ciudad desde que ésta rebasó los límites de la alcazaba musulmana. Anteriormente era conocida como plaza pública o simplemente "la plaza".
En 2019, ‘España Fascinante’, página web dedicada al patrimonio monumental, turístico, gastronómico y medioambiental del país, ha catalogado la Plaza Alta de Badajoz como una de las diez más espectaculares de toda España.

## Descripción

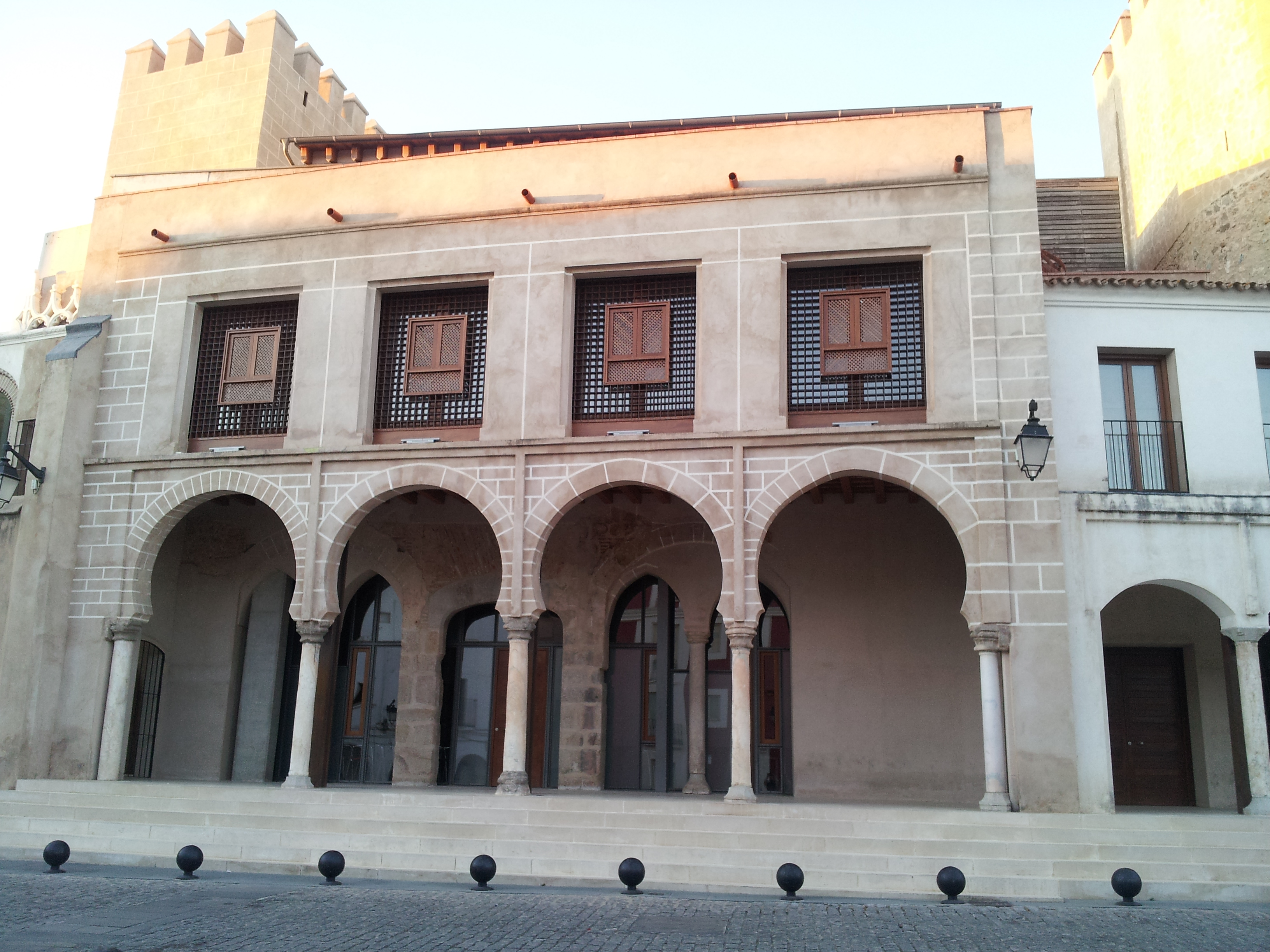
Antigua Casa Consistorial de Badajoz en la Plaza Alta de Badajoz.

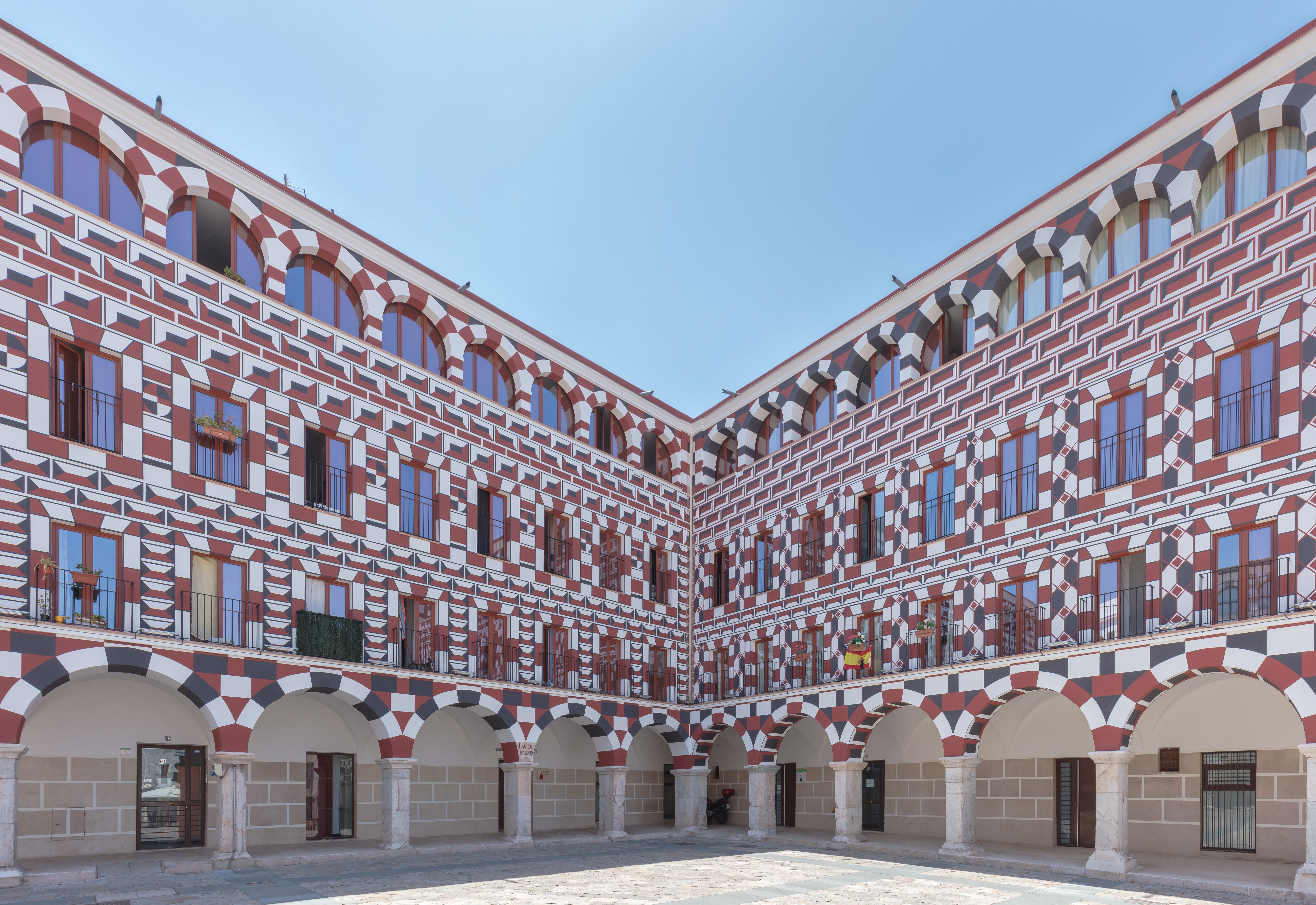
Casas Coloradas en la Plaza Alta.

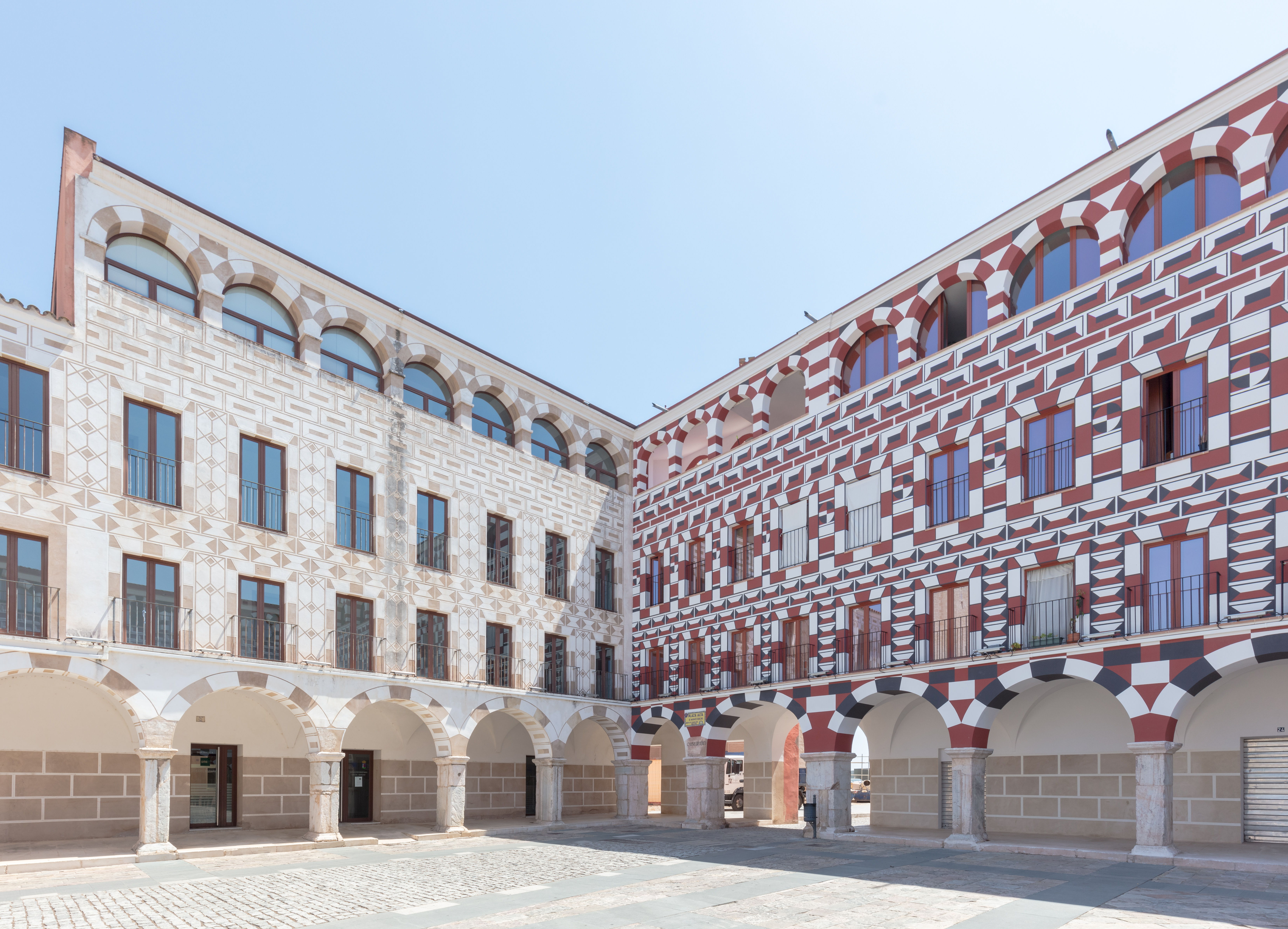
Otro ángulo de las Casas Coloradas.

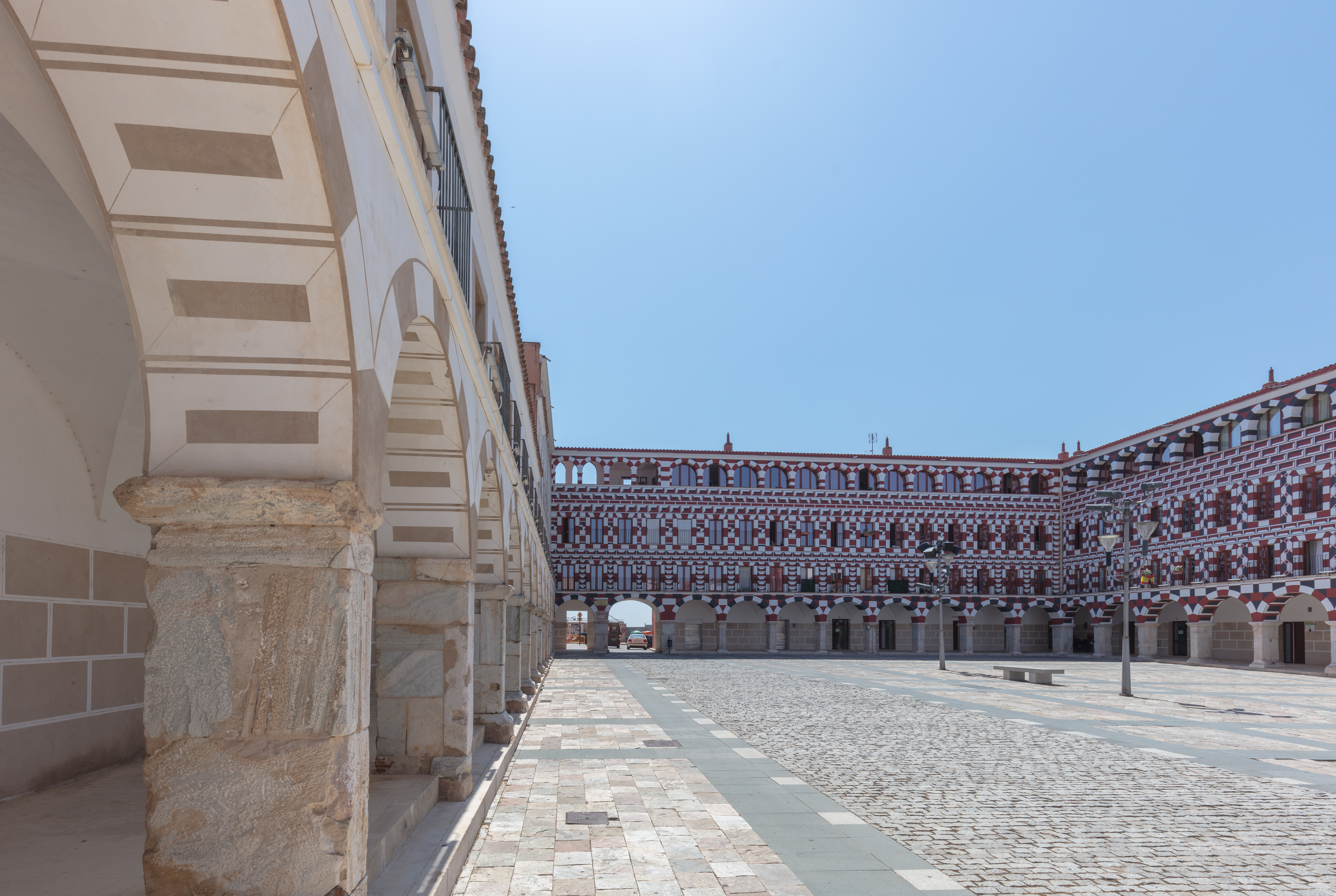
Vista de la plaza desde el Noroeste.

Porticada en gran parte, bajo sus arcos se celebraban los mercados en la Edad Media. También era lugar de celebración de festejos y reuniones de todo tipo. Desde 1899 hasta la década de 1970 alojó un mercado de hierro, trasladado, al perder su uso, al campus universitario; este edificio, proyectado por el arquitecto Tomás Brioso Mapelli en 1890, fue declarado en diciembre de 2012 Bien de Interés Cultural.
La plaza tiene dos zonas claramente diferenciadas: hacia el norte y el Arco llamado del Peso o Mirador de la Ciudad es la parte más antigua, con influencia de lo medieval en muchas de sus construcciones; hacia el sur y el Arco del Toril está la parte más moderna y regularizada. El espacio tiende a lo rectangular, si bien posee un estrechamiento en la parte norte, irregularidad que es fruto de su fecha de fundación y de la adaptación al terreno, con fuerte pendiente hacia el oeste. Tiene unas dimensiones de unos 90 x 30 m.
Uno de sus flancos más interesantes es el formado alrededor del antiguo toril. Se trata de la reforma de la plaza conseguida por el Concejo y financiada por el Obispo Marín de Rodezno y el Cabildo Catedralicio de la ciudad. La reforma, que consistía en la renovación total de la plaza, comenzó en 1699 y se vio interrumpida en 1703 por la proclamación de la Guerra de Sucesión. Lo realizado, un 30 % del total, muestra una plaza cerrada del tipo de las plazas mayores de Valladolid, Madrid, Córdoba o Salamanca, con una decoración barroca de gran singularidad.
En sus alrededores se encuentran casas y monumentos notables, como la alcazaba, la Casa Consistorial de Badajoz, las Casas Coloradas, las Casas Mudéjares o la Torre de Espantaperros. Además, se cree que la Judería de Badajoz se encontraba en sus alrededores (C/San Lorenzo). 
En la actualidad ha recuperado la vitalidad perdida y han regresado a ella nuevos moradores, instituciones y comercios. 
Dos libros de José Manuel González González han estudiado este espacio, que se revela como el foro histórico por excelencia de la ciudad. También otros artículos de González Rodríguez, Kurtz Schaeffer o Gómez Tejedor se han interesado por el tema.  

## El mercado oEdificio Metálico
En 1890 el Ayuntamiento encargó al arquitecto municipal Tomás Brioso Mapelli un mercado fijo cubierto, realizado con las nuevas técnicas constructivas propias de la arquitectura del hierro y el cristal. Entre 1897 y 1899 se erigió por el constructor Dionisio Pérez Tobías.
La inauguración del mercado tuvo lugar la tarde del 17 de septiembre de 1899 y, naturalmente produjo gran satisfacción en el vecindario y en toda la población, pues venía a llenar una necesidad mucho tiempo sentida. El público asistió en gran número a la apertura, a la que concurrieron todas las autoridades, la banda municipal interpretó diversas obras, se pronunciaron discursos y a partir de la mañana siguiente dieron comienzo las ventas, siempre gozó de animación este mercado, pues allí se concentraban los vendedores de todos los artículos y el público daba preferencia a los allí expendidos.

## Fiestas en la Plaza Alta
El espacio que fue ocupado por el armazón de hierro del mercado fue en otros días lugar de esparcimiento y centro de distracciones de la población; escenario de fiestas en aquellos días en que la ciudad recibía la visita de reyes, llegada de los obispos y cuantos sucesos constituían un paréntesis en la vida pacífica y tranquila. Como todo el mundo sabe, allí se hallaban las casas consistoriales, cuyo edificio aún existe y era natural que por ser aquel su emplazamiento, la importancia del sitio debía ser igualmente destacada.
Encontramos referencia de este escenario que tuvo gran animación, como ocurriera en 1525 en cuyo mes de enero, llegaba a Badajoz la Infanta Isabel de Portugal, la ciudad se hallaba engalanada, banderas y gallardetes cubrían las almenas del castillo, las campanas de todos los templos anunciaban la llegada de doña Isabel, formando las tropas desde el campo de San Juan hasta la puerta del Castillo.
Toda la plaza se hallaba ocupada por aquella inmensa muchedumbre, desde San José hasta el final del lado opuesto a la plaza de abasto.
Igualmente, con motivo de la exaltación al trono de Daniel III, la plaza se vio invadida por completo, organizándose numerosos festejos, corridas de toros, cintas y cañas, además de funciones teatrales.
También las antiguas veladas de San José que era un día de extraordinaria animación, el escenario lo constituía la totalidad de la plaza que aquel día aparecía engalanada, repleta de chucherías, era difícil desenvolverse entre aquella multitud estacionada en el corto perímetro de la plaza en la que la banda municipal animaba la tarde.
Afortunadamente este lugar que un día fue centro de actividades y en el que parece escucharse las voces del tiempo y de la historia se ha conservado y transformado en lugar de turismo atractivo y agradable.